# Tratado de Wisconsin

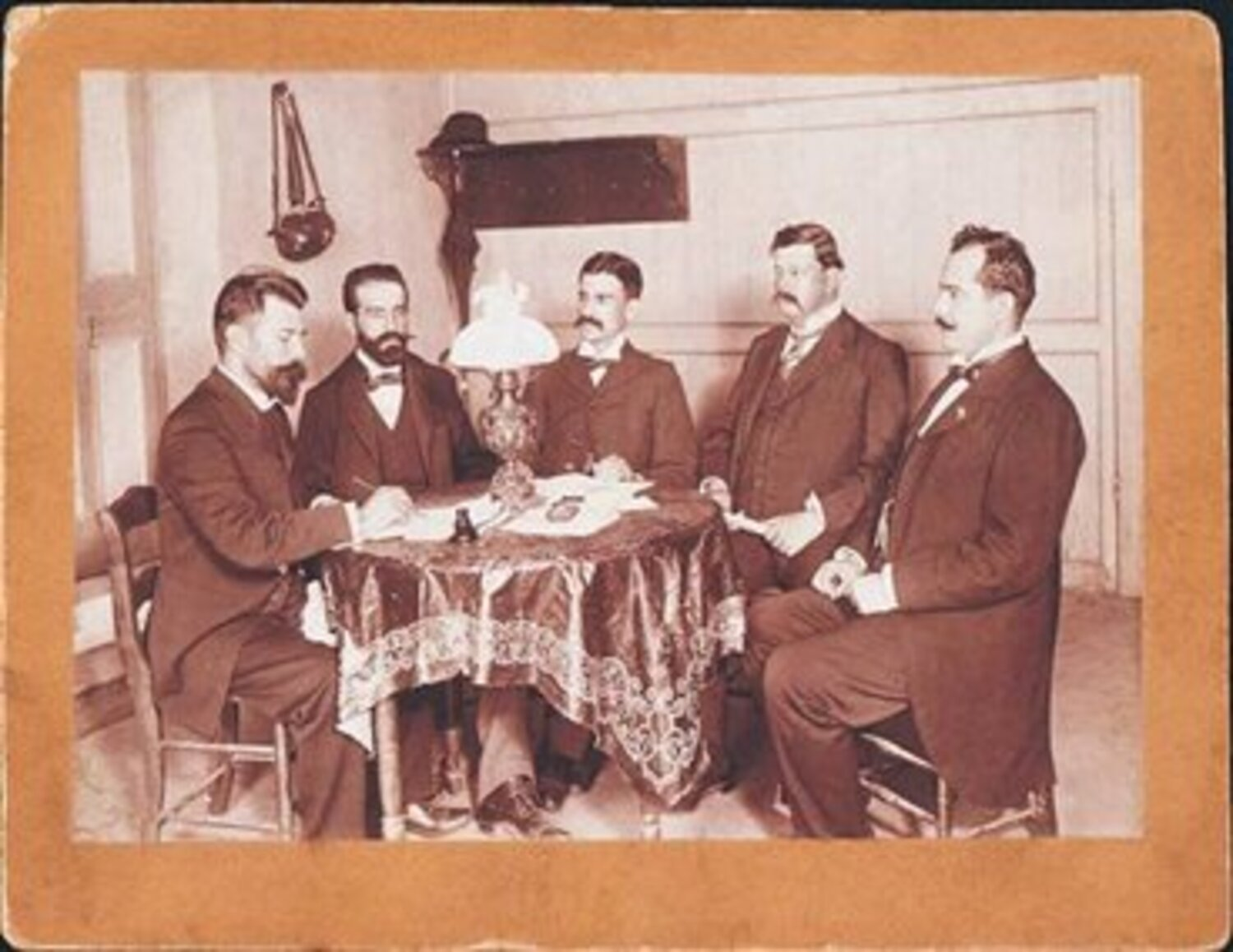
Assinatura do Tratado de Wisconsin.

O Tratado de Wisconsin é o documento que encerrou oficialmente a Guerra dos Mil Dias, uma guerra civil colombiana iniciada em 17 de agosto de 1899.
Sob os auspícios dos Estados Unidos, com interesses na região (no Panamá, que era parte da Colômbia, onde deveria ser perfurado um canal inter-oceânico), os combatentes liberais e o governo conservador assinaram o Tratado de Wisconsin em 21 de novembro de 1902 no navio estadunidense USS Wisconsin, terminando formalmente as hostilidades.